# Ballets suédois

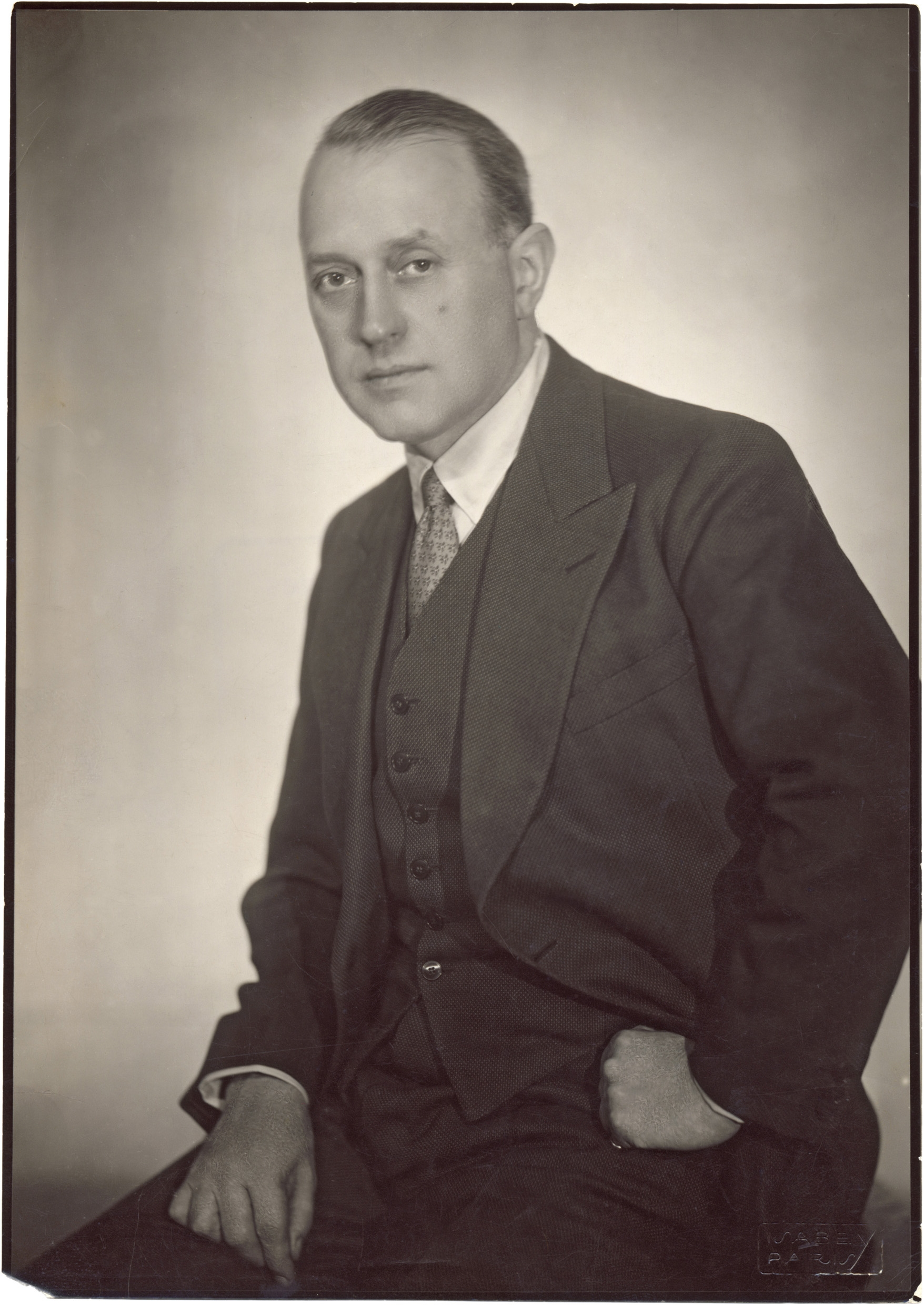
Rolf de Maré

I Ballets suédois furono una compagnia di balletto esistente a Parigi fra il 1920 ed il 1925 al Théâtre des Champs-Élysées, fondata dall'imprenditore, appassionato di danza, Rolf de Maré.

## Storia
Nacquero con l'uscita di Michel Fokine dai Ballets Russes di Sergej Djagilev e tentavano di offrire al pubblico parigino uno spettacolo diverso e, senza dubbio, meno impressionante dei balletti russi, ma neanche così innovatore, sotto l'impulso del coreografo Jean Börlin.
Il più grande successo dei Ballets suédois fu certamente Le Marchand d'oiseaux di Germaine Tailleferre, che venne rappresentato più di trecento volte nel corso di tre stagioni consecutive e la cui ouverture venne ripresa da Sergej Djagilev per il prologo dei Ballets Russes.
Nel 1924 venne rappresentato il balletto Relâche di Erik Satie e Francis Picabia, René Clair ne prese parte realizzando il film Entr'acte che fu inserito fra i due atti del balletto.
In quattro anni, Jean Börlin firmò 24 coreografie, delle quali la maggior parte incomprese dal pubblico, tali da rimettere in discussione la definizione stessa di danza. I critici gli rimproverarono di non « danzare » affatto. Ma questa nuova filosofia verrà integrata nella corrente della danza moderna qualche anno più tardi.

## Le collaborazioni
Lavorando con librettisti come Paul Claudel, Luigi Pirandello, Pär Lagerkvist, Blaise Cendrars, Francis Picabia e Jean Cocteau, i Ballets suédois rappresentarono una vera e propria vetrina letteraria dell'epoca. Rolf de Maré commissionò le musiche dei balletti a Arthur Honegger, Darius Milhaud, Georges Auric, Erik Satie, Francis Poulenc ed anche a Cole Porter, che compose uno dei primi « balletti jazz » della storia : Within the Quota (1923), con l'orchestrazione di Charles Koechlin. Nella stessa stagione, i Ballets suédois presentarono La création du monde di Darius Milhaud e scene di Fernand Léger. Un altro grande successo fu Les Mariés de la Tour Eiffel commissionato ed eseguito nel 1921.
Per le scene ed i costumi, prestarono la loro opera pittori come Giorgio de Chirico, Paul Colin, Pierre Bonnard, e soprattutto Fernand Léger.